# Maison de Jean-Pierre Galezot
La maison de Jean-Pierre Gazelot est un hôtel particulier du XVIIIe siècle, construit à Besançon (région française de Bourgogne-Franche-Comté), par et pour l'architecte bisontin Jean-Pierre Galezot. Sa façade du XIXe siècle est de style néo-Renaissance.

## Historique
Construit entre 1725 et 1730, ce bâtiment situé 9 rue Chifflet dans la Boucle de Besançon, a hébergé, dans la seconde moitié du XVIIIe siècle, « L'auberge de l'Aigle Noir », puis un magasin de sel comtois. Au XIXe siècle, la maison est surélevée d'un étage ; la façade d'angle est modifiée et ornée d'un décor d'inspiration néo-Renaissance. Sur le devant, un jardin privatif est orné d'une statue de Jeanne d'Arc, copie d'une sculpture de Marie d'Orléans de 1837 : Jeanne d'Arc en prière.

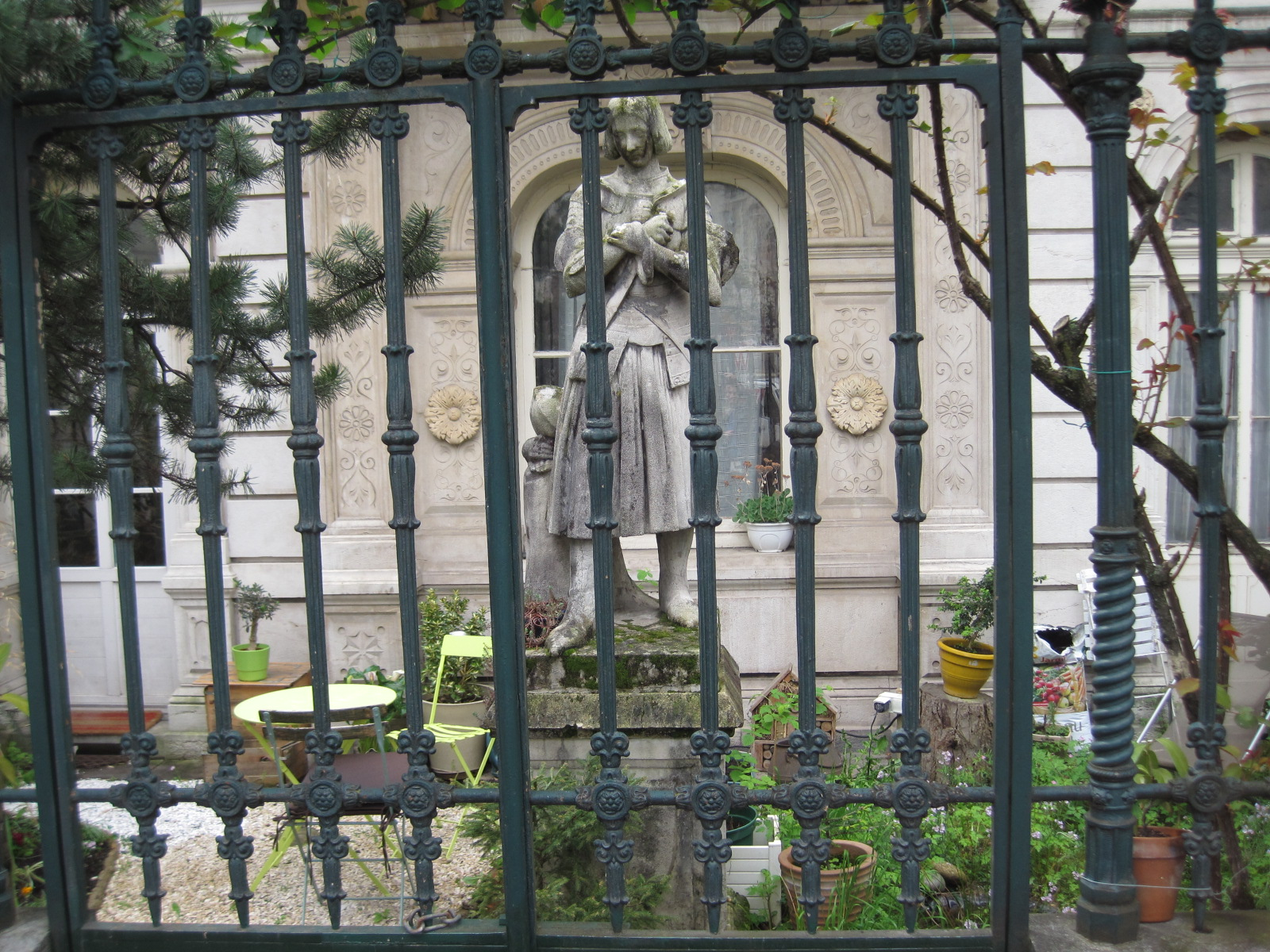
Petit jardin privatif.
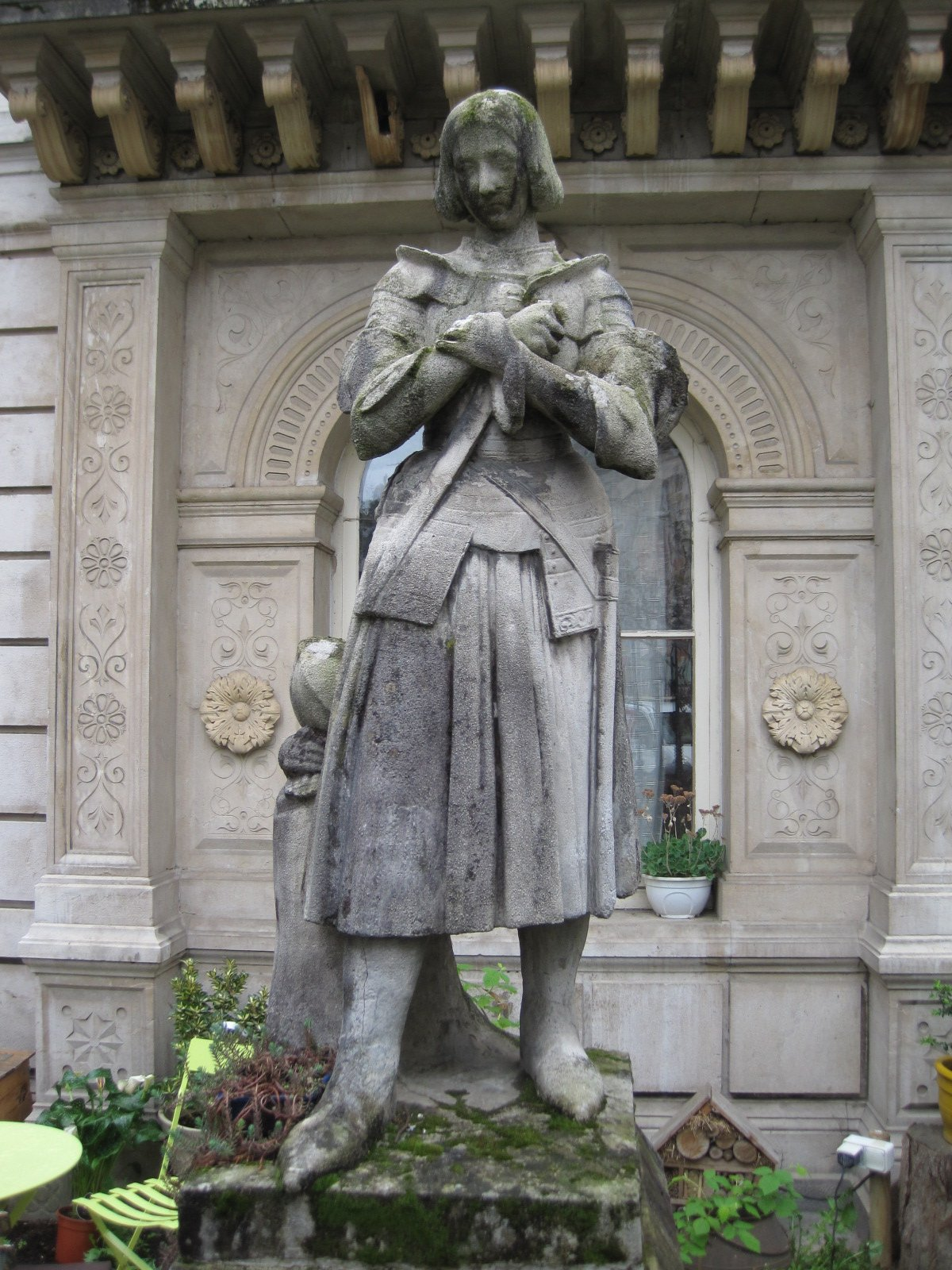
Statue de Jeanne d'Arc.

En 2012 le rez-de-chaussée de l'Hôtel particulier est reconverti en chambre d'hôtes privée.